# Gilbert de Clare (1291-1314)
Gilbert de Clare, 7e graaf van Hertford en 7e graaf van Gloucester (Clare, 10 mei 1291 - Stirling, 24 juni 1314) was een Engels edelman. Hij was het laatste mannelijke lid van het Anglonormandische geslacht Clare.

## Herkomst en jeugd
Gilbert de Clare was de enige zoon van Gilbert de Clare uit diens tweede huwelijk met Johanna van Akko, een dochter van koning Eduard I van Engeland. Na de dood van zijn vader in 1295 erfde hij op vierjarige leeftijd diens omvangrijke bezittingen, die zich vooral in Zuid-Engeland en Zuid-Wales bevonden. Hij mocht zich onder meer graaf van Gloucester en Hertford noemen. Zijn moeder hertrouwde al snel met Ralph de Monthermer, een ridder uit het gevolg van zijn vader die ook zijn regent zou worden. Toen hij acht jaar was, werd Gilbert voor zijn opleiding naar het hof van zijn stiefgrootmoeder koningin Margaretha gestuurd. Daar werd hij een jeugdvriend van de latere koning Eduard II van Engeland.

## Bemiddelaar tussen de koning en de adellijke oppositie
Gilberts moeder overleed in april 1307 en niet veel later kreeg hij van de nieuwe koning Eduard II de erfenis van zijn vader officieel toegewezen. In mei 1308 werd Gilbert de Clare geïnstalleerd als graaf van Hertford en Gloucester. Met een geschat jaarinkomen van 6.000 pond was hij na graaf Thomas van Lancaster de tweede rijkste edelman van Engeland. Ondanks zijn jonge leeftijd was hij tijdens de oorlog met Schotland van 1308 tot 1309 Warden van Schotland. In laatstgenoemd jaar werd hij eveneens captain van Schotland en de Scottish Marches.
De regeerperiode van Eduard II werd gekenmerkt door meerdere crisissen. Na de oorlog tegen Schotland kwam de Engelse adel in opstand tegen de invloed van de koninklijke favoriet Piers Gaveston, de echtgenoot van zijn zus Margaretha. Niettemin behoorde Gilbert tot de Lords Ordainers, die onder druk van de adellijke oppositie een hervormingsprogramma voor de regering, de zogeheten Ordinanties, uitwerkten. Hij maakte geen deel uit van de radicale strekking van de edelen, die Gaveston in 1311 in ballingschap dwongen en hem na zijn terugkeer in 1312 ontvoerden en vermoordden. Ondertussen had Gilbert de Clare zich met de koning verzoend en trad hij op als bemiddelaar tussen hem en de ontevreden edelen onder leiding van Thomas van Lancaster. Hij genoot waarschijnlijk het vertrouwen van de edelen, maar nog meer dat van de koning. Eduard II benoemde hem tweemaal, in 1311 tijdens een oponthoud in Schotland en in 1313 tijdens een reis naar Frankrijk, tot plaatsvervanger. Vanwege zijn ervaring op onderhandelingsgebied werd hij in 1314 door de koning als gezant naar Gascogne gestuurd.

## Dood in de Slag bij Bannockburn
Door de interne politieke crisis en de machtsstrijd aan het koninklijke hof was de Engelse positie in Schotland verzwakt. Om het door Robert Bruce belegerde Stirling Castle te ontzetten, riep Eduard II in de zomer van 1314 zijn vazallen naar Berwick-upon-Tweed om een veldtocht tegen de Schotten te organiseren. Gilbert de Clare volgde de oproep van de koning en stelde meer dan 500 ridders en soldaten ter beschikking. Op 23 juni 1314 bereikte het Engelse leger Stirling. De door Gilbert de Clare en Humphrey de Bohun aangevoerde voorhoede raakte snel verwikkeld in schermutselingen met het Schotse leger. Tijdens de gevechten werd een neef van Bohun, Henry de Bohun, in tweestrijd met Robert Bruce gedood. Gilbert verloor een paard en de ontzettingspoging van de burcht onder leiding van Robert de Clifford werd door de Schotten onder leiding van Thomas Randolph en James Douglas afgeblokt.
De Engelsen, geschokt door de onverwachte verliezen en uitgeput door de voormars, brachten de nacht gewapend door, bevreesd voor een Schotse verrassingsaanval. De volgende morgen probeerde Gilbert de Clare de koning te overtuigen de aanval tegen de Schotten met een dag uit te stellen, zodat de soldaten konden uitrusten. Daarop beschuldigden andere edelen hem van verraad en lafheid, waarop Gilbert zou geantwoord hebben dat de naderende veldslag zou aantonen dat hij een verrader noch een leugenaar was. De koning beval de aanval op het Schotse leger. Gilbert de Clare overleefde de Slag bij Bannockburn niet, hij sneuvelde in nooit echt uitgeklaarde omstandigheden.
Na de veldslag liet Robert Bruce het lichaam van de Clare bergen en overbrengen naar de Engelse Abdij van Tewkesbury, waar hij naast zijn voorouders werd bijgezet.

## Gevolgen van zijn dood
Op 29 september 1308 was hij gehuwd met Maud de Burgh (1290-1320), dochter van Richard de Burgh, de tweede graaf van Ulster. Hun huwelijk bleef kinderloos. Zijn echtgenote beweerde dat ze op het moment van Gilberts dood zwanger was, waardoor zijn gebieden tot aan de geboorte van een eventuele mannelijke erfgenaam onder koninklijk beheer gesteld werden. Nadat was gebleken dat Maud maar niet beviel en waarschijnlijk had gelogen over haar zwangerschap, besloot het Parlement van Engeland om zijn gebieden in 1317 te verdelen onder zijn drie zussen, terwijl de twee oudere halfzussen van Gilbert buiten de erfenis werden gehouden. 
De erfverdeling had grootschalige gevolgen. Hugh le Despenser de Jongere, de echtgenoot van Gilberts oudste zus Eleonora die erg op de verdeling had aangedrongen, kreeg Tewkesbury, de hoofdstad van Gloucester, en Glamorgan in de Welsh Marches. Gilberts tweede zus Margaretha, de weduwe van Piers Gaveston en inmiddels gehuwd met Hugh de Audley, erfde talrijke bezittingen in Engeland, evenals Wentloog in de Welsh Marches. Elisabeth, de jongste zus van Gilbert en de echtgenote van achtereenvolgens John de Burgh (de zus van Gilberts echtgenote), Theobald van Verdun en Roger d'Amory, erfde Clare Castle en de heerlijkheid Clare. Gilberts weduwe Maud behield als weduwegoed Usk en Caerleon in Zuidoost-Wales en enkele bezittingen in Engeland, die na haar dood in 1320 ook verdeeld werden onder haar drie schoonzussen. Hoewel de verdeling eerlijk leek te zijn, profiteerde Hugh le Despenser het meest van de erfenis. Hij werd na de dood van Piers Gaveston de nieuwe gunsteling van de Engelse koning en slaagde er vanuit deze positie in Hugh de Audley te dwingen om Wentloog aan hem af te staan. Toen hij zijn bezittingen in Zuid-Wales wilde uitbreiden, ten koste van zijn zus Elisabeth, kwam het in 1321 tot een opstand van de edelen in de Welsh Marches, die de geschiedenis zou ingaan als de Despenser War.
De titels van Gilbert de Clare, die van graaf van Hertford en graaf van Gloucester, stierven bij zijn dood uit. De titel van graaf van Gloucester werd in 1337 verleend aan zijn schoonbroer Hugh de Audley.